# Elliot
 For alternative betydninger, se Elliot (flertydig). (Se også artikler, som begynder med Elliot)
Elliot (også stavet Eliot, Elliott, Eliott og Elyot) er et personnavn, som kan anvendes som enten efternavn eller fornavn. Selvom fornavnet historisk blev givet til hankøn, er antallet af hunkøn med navnet steget fra 414 i 2009 til 770 i 2013, i USA.
Navnet er opstået i Skotland omkring år 1300. 

## Personer med efternavnet
- T.S. Eliot
- George Eliot - psedonym for Mary Ann Evans.
- Elias Eliot
- John Eliot Gardiner

## Personer med fornavnet
- Eliot Spitzer
- Eliot Zigmund